# Marcella Althaus-Reid
Marcella María Althaus-Reid (Rosario, 11 de mayo de 1952 - Edimburgo, 20 de febrero de 2009) fue una teóloga y escritora argentina, catedrática de Teología Contextual y docente Senior de Teología Sistemática y Ética Cristiana en la Escuela de Teología de New College, en la Universidad de Edimburgo (Escocia). Cuando tomó posesión, era la única mujer profesora de teología en una universidad escocesa y la primera mujer profesora de teología en New College en sus 160 años de historia. Participó en los movimientos de liberación feminista y LGBT.

## Biografía
Nació en Rosario, Argentina. Se crio y vivió en Buenos Aires, donde se graduó de Licenciada en Teología por el Instituto Universitario ISEDET, institución teológica ecuménica de Buenos Aires, orientada a la teología de la liberación. Allí estudió con teólogos de la liberación como José Míguez Bonino y José Severino Croatto. Fue una de las primeras mujeres de su país en tener acceso a los grados académicos de teología. 
Fue miembro de la Iglesia Evangélica Metodista Argentina, donde fue formada para el ministerio. Desarrolló experiencia en el Método de concientización de Paulo Freire, que practicó con éxito en proyectos comunitarios y sociales apoyados por la iglesia en barrios empobrecidos de Buenos Aires.
Debido a la experiencia y logros que consiguió en ese sentido, fue invitada a Escocia, en donde trabajó en barrios pobres de Dundee y Perth, coordinando proyectos de concientización popular inspirados en la pedagogía de la liberación de Freire. Completó su doctorado en 1994 en la Universidad de St. Andrews, Escocia, presentando su tesis doctoral sobre la influencia de Paul Ricœur en la metodología de la teología de la liberación. Posteriormente, fue nombrada catedrática en Edinburgo como Directora de la Maestría en Teología y Desarrollo. Sus intereses incluyeron teología de la liberación, teología feminista y teología queer. Fue editora asociada de la revista Studies in World Christianity: the Edinburgh Review of Theology and Religion y miembro del Cuerpo Editorial de la revista Concilium.
Althaus-Reid falleció el 20 de febrero de 2009, en Edimburgo, Escocia, donde residía desde 1986. En el momento de su muerte era Directora de la Asociación Internacional de Teología Queer, Directora del Proyecto de Teología Queer de la Universidad de Edimburgo y miembro de la Iglesia de la Comunidad Metropolitana. En los últimos años de su vida, trabajó juntó con el también teólogo argentino Iván Petrella en dar a conocer la teología de la liberación en el mundo anglosajón.

## Legado
Su investigación teológica, viniendo desde la teología de la liberación de América Latina, tuvo profundidad en cuestiones de sexualidad y estudios de género, así como un enfoque en la hermenéutica bíblica de corte materialista y feminista. Fue creadora de un original enfoque teológico, la teología queer, en la que el tema de la liberación se centra en la condición de la discriminación de las personas LGBT.
Su primer libro, Indecent theology: theological perversions in sex, gender and politics (Londres: Routledge, 2000), la dio a conocer internacionalmente. Junto a su segundo libro, The Queer God (Londres: Routledge, 2003), estableció un nuevo campo en el estudio de la teología. A su abordaje crítico de las teologías feministas y de la liberación, añadió las dimensiones de la teología y la sexualidad.

## Citas
- "La teología de la liberación va a Disneylandia."[1]
- "En teología, es la discontinuidad y no la continuación de ideas lo que resulta más valioso y transformador."[2]
- "Critico la teología feminista porque es una teología de la igualdad. Y yo busco una teología de la diferencia."[3]

## Obra

### Libros
- Life out of death : the feminine spirit in El Salvador (con Marigold Best; Pamela Hussey y Ecumenical Program on Central America and the Caribbean). 1997. Washington: Ecumenical Program on Central America and the Caribbean. ISBN 978-0-918346-17-9

- Indecent theology: theological perversions in sex, gender and politics. 2000. Londres; New York: Routledge. ISBN 978-0-203-46895-1

- The Queer God: sexuality and liberation theology. 2003. Londres, New York: Routledge. ISBN 978-0-415-32324-6

- "Veníamos de otras tierras: a reflection on diásporas, liberation theology and Scotland", en Storrar, William; Donald, Peter (eds.) 2003. God in Society: doing social theology in Scotland today. Edimburgo: Saint Andrews Press. ISBN 978-0-7152-0803-8

- From feminist theology to indecent theology : readings on poverty, sexual identity and God. 2004. Londres: SCM Press. ISBN 978-0-334-02983-0

- The sexual theologian : essays on sex, God and politics. 2004. Londres; New York: T & T Clark. ISBN 978-0-567-08212-1

- La teología indecente: perversiones teológicas en sexo, género y política. 2005. Barcelona: Bellaterra. ISBN 978-84-7290-275-6

- Liberation theology and sexuality (editora). 2006. Aldershot; Burlington: Ashgate. ISBN 978-0-7546-5080-5

- Another possible world (con Iván Petrella y Luiz Carlos Susin). 2007. Londres: SCM Press. ISBN 978-0-334-04094-1

- Controversies in feminist theology (con Lisa Isherwood). 2007. Londres: SCM Press. ISBN 978-0-334-04050-7

- Controversies in body theology (editora, con Lisa Isherwood). 2008. Londres: SCM Press. ISBN 978-03-3404-157-0

### Tesis doctoral (Ph.D.)
- Paul Ricoeur and the methodology of the theology of liberation : the hermeneutics of J. Severino Croatto, Juan Luis Segundo and Clodovis Boff. Julio de 1993. St Andrews: Universidad de St Andrews

### Artículos en revistas académicas
- "When God is a rich white woman who does not walk: the hermeneutical circle of mariology and the construction of femininity in Latin America", en Theology & sexuality 1: 1. 1994. Londres: SAGE Publications, 55-72

- "Sexual strategies in practical theology: indecent theology and the plotting of desire with some degree of success", en Theology & sexuality 4: 7. 1997. Londres: SAGE Publications, 45-52

- "On wearing skirts without underwear: indecent theology challenging the liberation theology of the pueblo. Poor women contesting Christ", en Feminist theology 7: 20. 1999. Sheffield: Sheffield Academic Press, 39-51

- "¿Bien sonados?: the future of mystical connections in liberation theology", en Political theology 3. 2000. Londres: Equinox Publishing, 44-63

- "In memoriam Dr María Teresa Porcile Santiso: the beginning of her Gran Viaje", en Studies in world Christianity 7: 2. 2001. Edimburgo: Edinburgh University Press, 241-243

- "Sexual Salvation: The Theological Grammar of Voyeurism and Permutations", en Literature and theology 15: 3. 2001. Oxford: Oxford University Press, 241-248

- "On non-docility and indecent theologians: a response to the panel for indecent theology, en Feminist theology 11: 2. 2003. Sheffield: Sheffield Academic Press, 182-189

- ""Pussy, Queen of Pirates": Acker, Isherwood and the debate on the body in feminist theology", en Feminist theology 12: 2. 2004. Sheffield: Sheffield Academic Press, 157-167

- "'Living la vida loca': reflexiones sobre los amores ilegales de Dios y la defensa de la vida", en Revista de interpretación bíblica latinoamericana 57. 2007/2. Quito: RECU, 65-69. ISSN 1390-0374

Dirigió junto a Lisa Isherwood la serie Queering Theology, de la editora londinense Continuum.
Sus contribuciones en castellano han llegado a publicarse en la revista Concilium, de la cual fue miembro del Cuerpo Editorial.